# ある精肉店のはなし
『ある精肉店のはなし』（あるせいにくてんのはなし）は、纐纈あや（はなぶさあや）監督による2013年の日本のドキュメンタリー映画。
纐纈監督の2作目の作品で、大阪府貝塚市にある、牛を育て、家族で屠畜・販売しているある精肉店を舞台に、命と食、そして家族の暮らしを温かいまなざしでみつめた。平成26年度文化庁映画賞文化記録映画部門大賞を受賞した。

## あらまし
大阪府貝塚市にある北出精肉店。北出家は、父母の代からこの地で「馬喰」（ばくろう）を営んでいた。今は長女の澄子と長男新司、その妻静子、弟の昭の４人が、自宅で牛を育て、公営の屠畜場で「割り」、「解体」し、食肉処理をして自宅店舗で販売している。そういう家族の日常が描かれる。息のあった共同作業で見事に牛をさばいていく北出家の人々の心にはいつも父の姿がある。
北出家はかつての被差別部落民である。父はいわれなき差別を受けながらも必死で働いて家族を養った。現在も差別はある。新司たちは不当な差別にたいして抗議の声を上げるだけでなく、自分たちの意識も変えていく必要があると感じている。積極的に地域の人々と交流する。盆踊りに参加して三日三晩踊り明かす。隣の市、岸和田のだんじり祭りにも参加する。「太鼓屋」の昭が解体した牛の皮をなめし、だんじり太鼓の皮を張る。
2012年、貝塚市の公営屠畜場の閉鎖が決まった。昭が牛舎から引いていく「最後の牛」を、年老いた母が見送る。

## スタッフ
- 監督: 纐纈あや
- プロデューサー・スチル: 本橋成一
- 撮影: 大久保千津奈
- 録音: 増田岳彦
- 編集: 鵜飼邦彦
- サウンドデザイン・整音: 江夏正晃
- 音楽: 佐久間順平
- 製作統括: 大槻貴宏
- 製作デスク: 中植きさら
- グラフィックデザイン: 大橋祐介

## 受賞歴
釜山国際映画祭ワイドアンブル部門と山形国際ドキュメンタリー映画祭日本プログラム部門に正式出品され、フランクフルト（ドイツ）で行われる日本映画祭、ニッポン・コネクションでニッポン・ヴィジョンズ観客賞を受賞、2013年第87回キネマ旬報文化映画ベスト・テン第2位を獲得した。また、第5回辻静雄食文化賞、平成26年度文化庁映画賞文化記録映画部門大賞を受賞した。